# Seznam headsetů pro virtuální realitu
Toto je seznam headsetů pro virtuální realitu.

## Seznam headsetů

### Připojitelné
| Název              | Datum vydání       | Sledování polohy | Displej | Rozlišení (na oko) | Hustota pixelů | Poměr stran | Obnovovací frekvence | Zorné pole | Zvuk                                         | Připojitelnost | Hmotnost | Cena                              | OSVR | SteamVR | Oculus PC | PlayStation | PC  | Windows MR | Oculus Store | Ostatní | Zdroje            |
| ------------------ | ------------------ | ---------------- | ------- | ------------------ | -------------- | ----------- | -------------------- | ---------- | -------------------------------------------- | -------------- | -------- | --------------------------------- | ---- | ------- | --------- | ----------- | --- | ---------- | ------------ | --- | ----------------- |
| Razer OSVR HDK 1.4 | 23. listopadu 2015 |                  | OLED    |                    |                |             |                      |            |                                              |                |          | $299                              | Ano  | Ano     | Ne        | Ne          | Ano | Ne         | Ne           | | [ 1 ] [ 2 ]       |
| Oculus Rift        | 28. března 2016    |                  | OLED    | 2160 × 1200        |                |             |                      |            |                                              |                | ~ 470 g  | $599                              | Ne   | Ano     | Ano       | Ne          | Ano | Ne         | Ano          | | [ 3 ]             |
| HTC Vive           | 5. dubna 2016      |                  | OLED    | 2160 × 1200        |                |             |                      |            |                                              |                | ~ 555 g  | $399                              | Ne   | Ano     | Ne        | Ne          | Ano | Ne         | Ne           | | [ 4 ]             |
| PlayStation VR     | 1. října 2016      |                  | OLED    | 960 × 1080         |                |             |                      |            |                                              |                |          | $299 (headset, kamera a videohra) | Ne   | Ne      | Ne        | Ano         | Ano | Ne         | Ne           | | [ 3 ]             |
| PlayStation VR2    | 22. února 2023     | Ano              | OLED    | 2000 × 2040        | —              | 50 : 51     | 90 Hz 120 Hz         | 110°       | vestavěný mikrofon stereo jack pro sluchátka |                | ~ 560 g  | $549,99                           | Ne   | Ne      | Ne        | Ano         | Ne  | Ne         | Ne           | duální ovladače 6DoF adaptivní tlačítka haptická odezva detekce dotyku prstů sledování očí headset s vibracemi | [ 5 ] [ 6 ] [ 7 ] |

Vysvětlivky
1. ↑  Pixely na (vodorovný) stupeň. Míra hustoty pixelů, která zohledňuje zorné pole.
2. ↑  V angličtině field of view; vyplňuje se vodorovné zorné pole, pokud toto pole není známé, žádné jiné FOV se nevyplňuje.

### Samostatné
| Název           | Datum vydání      | Displej      | Rozlišení (na oko) | Hmotnost | Cena | Platforma     | Zdroje       |
| --------------- | ----------------- | ------------ | ------------------ | -------- | ---- | ------------- | ------------ |
| Samsung Gear VR | 1. listopadu 2015 | Super AMOLED | 1280 × 1440        | ~ 318 g  | $99  | Oculus Mobile | [ 8 ] [ 9 ]  |
| Avegant Glyph   | 2016              |              | 1280 × 720         | 434 g    | $699 |               | [ 8 ] [ 10 ] |